# Brezine (Farkaševac)
Brezine su naseljeno mjesto u Republici Hrvatskoj u Zagrebačkoj županiji. 

## Zemljopis
Administrativno je u sastavu općine Farkaševac. Naselje se proteže na površini od 3,73 km².

## Stanovništvo
Prema popisu stanovništva iz 2001. godine u Brezinama živi 240 stanovnika i to u 73 kućanstva. Gustoća naseljenosti iznosi 64,34 st./km².
| broj stanovnika | 260   | 259   | 258   | 276   | 282   | 335   | 347   | 405   | 442   | 452   | 419   | 366   | 297   | 236   | 240   | 193   | 136   |
|                 | 1857. | 1869. | 1880. | 1890. | 1900. | 1910. | 1921. | 1931. | 1948. | 1953. | 1961. | 1971. | 1981. | 1991. | 2001. | 2011. | 2021. |